# Gerlach Halderman

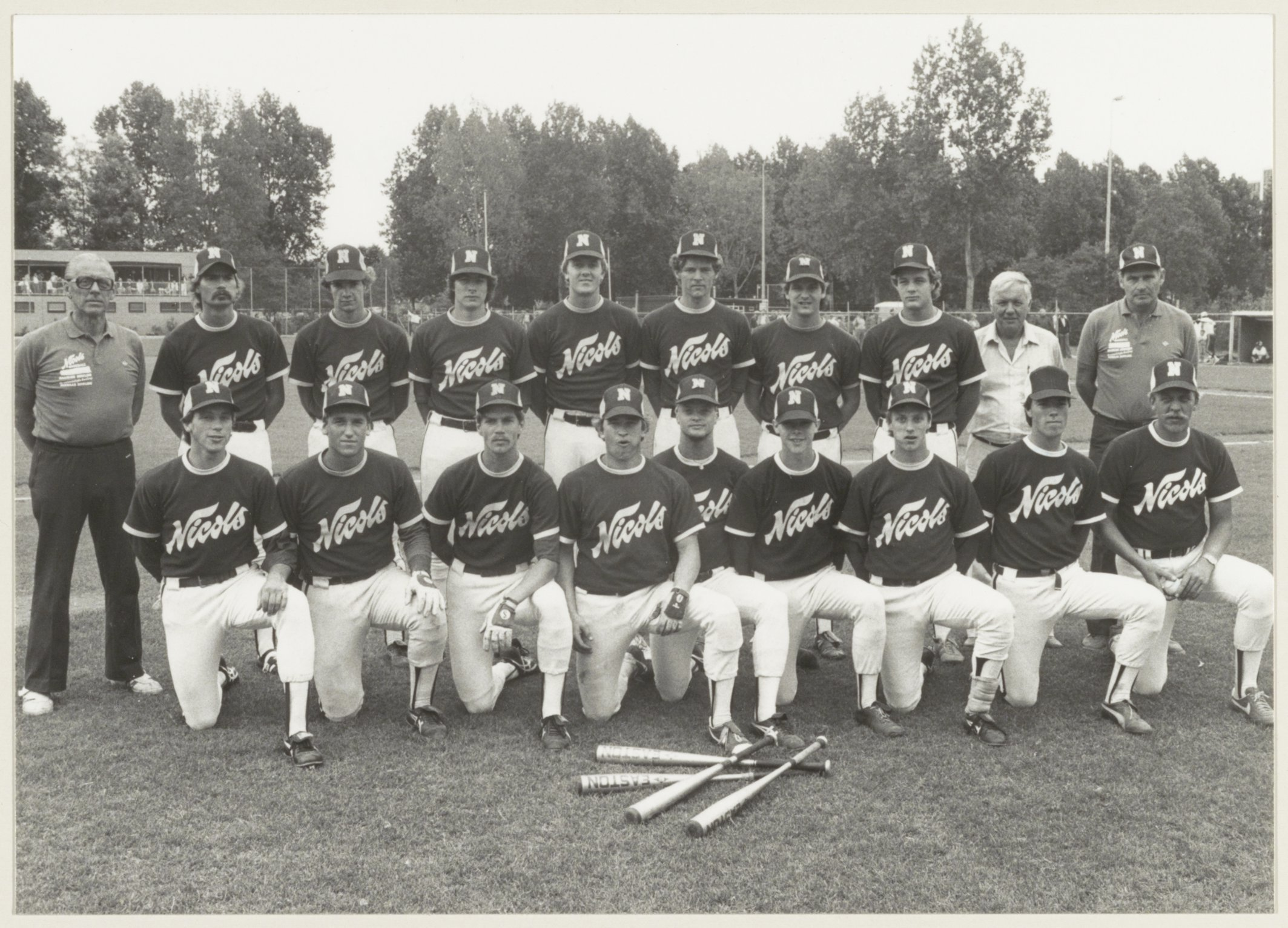
De kampioensploeg van Haarlem Nicols in 1982. Staand v.l.n.r.: Co Leurs, Hennie Jenken, Bill Groot, Marcel Joost, Leo van Schreven, Frans de Bruin, Skip Clark, Pim Winkel, Nico Boon en Frans van de Berg. Voorste rij v.l.n.r.: Thijs Vervaat, Gerlach Halderman, Frank Koot, Marc Morrison, Haitze de Vries, Bart van der Bosch, Frank Bos, Rob Klaver en Jan Dick Leurs.

Gerlach Halderman is een voormalig Nederlands honkballer.
Halderman was achtervanger en kwam uit voor de toenmalige hoofdklassevereniging Haarlem Nicols uit Haarlem. Hij maakte tussen 1983 en 1988 deel uit van het Nederlands honkbalteam tijdens de Europese Kampioenschappen van die jaren en speelde ook mee tijdens de Haarlemse Honkbalweek van 1986. Hij speelde in totaal 549 wedstrijden in de hoofdklasse. Na zijn actieve honkbalcarrière werd hij coach van het eerste herenteam van Kinheim.
Frank Bos · 
Robert Eenhoorn · 
Rikkert Faneyte · 
Bill Groot · 
Gerlach Halderman · 
Jacky Jakoba · 
Marcel Joost · 
Ronald Stoovelaar · 
Thijs Vervaat · 
Bart Volkerijk · 
Eric de Vries · 
Haitze de Vries